# Kids' Choice Award all'attrice televisiva preferita
Il Kids' Choice Award all'attrice televisiva preferita (Favorite TV Actress) è un premio assegnato annualmente ai Kids' Choice Awards, a partire dal 1988, all'attrice delle serie televisive preferita dai telespettatori del canale Nickelodeon.
Nel 2021 assume la denominazione "Favorite Male TV Star". Nelle edizioni 2016 e dall'edizione 2022 la categoria viene sospesa per premiare gli attori di serie televisive destinate al pubblico giovanile nella categoria "Favorite Male TV Star (Kids)" e al contetsto familiare in "Favorite Male TV Star (Family)".

## Vincitori e candidati
Qui di seguito la lista con vincitori, in grassetto, e candidati per edizione.

### 1980
- 1988
  - Alyssa Milano – Casalingo Superpiù
  - Tempestt Bledsoe – I Robinson
  - Anne Schedeen – ALF
- 1989
  - Alyssa Milano – Casalingo Superpiù
  - Tracey Gold – Genitori in blue jeans
  - Holly Robinson – I quattro della scuola di polizia

### 1990
- 1990
  - Alyssa Milano – Casalingo Superpiù
  - Jasmine Guy – Tutti al college
  - Roseanne Barr – Pappa e ciccia
- 1991
  - Keshia Knight Pulliam – I Robinson
  - Kirstie Alley – Cin cin
  - Roseanne Barr – Pappa e ciccia
- 1992
  - Roseanne Barr – Pappa e ciccia
  - Jennie Garth – Beverly Hills, 90210
  - Christina Applegate – Sposati... con figli
- 1994
  - Candace Cameron – Gli amici di papà
  - Roseanne Barr – Pappa e ciccia
  - Tisha Campbell – Martin
- 1995
  - Tia e Tamera Mowry – Sister, Sister
  - Roseanne Barr – Pappa e ciccia
  - Queen Latifah – Living Single
- 1996
  - Tia e Tamera Mowry – Sister, Sister
  - Tatyana Ali – Willy, il principe di Bel-Air
  - Roseanne Barr – Pappa e ciccia
  - Queen Latifah – Living Single
- 1997
  - Tia e Tamera Mowry – Sister, Sister
  - Jennifer Aniston – Friends
  - Courteney Cox – Friends
  - Roseanne Barr – Pappa e ciccia
- 1998
  - Melissa Joan Hart – Sabrina, vita da strega
  - Kirstie Alley – L'atelier di Veronica
  - Brandy – Moesha
  - Tia e Tamera Mowry – Sister, Sister
- 1999
  - Mary-Kate e Ashley Olsen – Due gemelle e una tata
  - Jennifer Aniston – Friends
  - Melissa Joan Hart – Sabrina, vita da strega
  - Sarah Michelle Gellar – Buffy l'ammazzavampiri

### 2000
- 2000
  - Amanda Bynes – The Amanda Show e All That
  - Jennifer Love Hewitt – Cinque in famiglia
  - Melissa Joan Hart – Sabrina, vita da strega
  - Brandy – Moesha
- 2001
  - Amanda Bynes – The Amanda Show
  - Sarah Michelle Gellar – Buffy l'ammazzavampiri
  - Melissa Joan Hart – Sabrina, vita da strega
  - Brandy – Moesha
- 2002
  - Amanda Bynes – The Amanda Show
  - Hilary Duff – Lizzie McGuire
  - Melissa Joan Hart – Sabrina, vita da strega
  - Jennifer Aniston – Friends
- 2003
  - Amanda Bynes – The Amanda Show
  - Hilary Duff – Lizzie McGuire
  - Melissa Joan Hart – Sabrina, vita da strega
  - Jennifer Aniston – Friends
- 2004
  - Raven-Symoné – Raven
  - Hilary Duff – Lizzie McGuire
  - Jamie Lynn Spears – All That
  - Jennifer Aniston – Friends
- 2005
  - Raven-Symoné – Raven
  - Alyssa Milano – Streghe
  - Eve Jeffers – Eve
  - Hilary Duff – Lizzie McGuire
- 2006
  - Jamie Lynn Spears – Zoey 101
  - Raven-Symoné – Raven
  - Eve Jeffers – Eve
  - Jennifer Love Hewitt – Ghost Whisperer
- 2007
  - Miley Cyrus – Hannah Montana
  - Jamie Lynn Spears – Zoey 101
  - Emma Roberts – Unfabulous
  - Raven-Symoné – Raven
- 2008
  - Miley Cyrus – Hannah Montana
  - Emma Roberts – Unfabulous
  - Jamie Lynn Spears – Zoey 101
  - Raven-Symoné – Raven
- 2009
  - Selena Gomez – I maghi di Waverly
  - Miranda Cosgrove – iCarly
  - Miley Cyrus – Hannah Montana
  - America Ferrera – Ugly Betty

### 2010
- 2010
  - Selena Gomez – I maghi di Waverly
  - Miranda Cosgrove – iCarly
  - Miley Cyrus – Hannah Montana
  - Keke Palmer – True Jackson, VP
- 2011
  - Selena Gomez – I maghi di Waverly
  - Miranda Cosgrove – iCarly
  - Victoria Justice – Victorious
  - Miley Cyrus – Hannah Montana
- 2012
  - Selena Gomez – I maghi di Waverly
  - Miranda Cosgrove – iCarly
  - Victoria Justice – Victorious
  - Bridgit Mendler – Buona fortuna Charlie
- 2013
  - Selena Gomez – I maghi di Waverly
  - Miranda Cosgrove – iCarly
  - Victoria Justice – Victorious
  - Bridgit Mendler – Buona fortuna Charlie
- 2014
  - Ariana Grande – Sam & Cat
  - Jennette McCurdy – Sam & Cat
  - Bridgit Mendler – Buona fortuna Charlie
  - Debby Ryan – Jessie
- 2015
  - Laura Marano - Austin & Ally
  - Chloe Bennet - Agents of S.H.I.E.L.D.
  - Kira Kosarin - I Thunderman
  - Jennifer Morrison - C'era una volta
  - Debby Ryan - Jessie
  - Kaley Cuoco-Sweeting - The Big Bang Theory
- 2016 - Serie per ragazzi (Kids Show)
  - Zendaya - K.C. Agente Segreto
  - Dove Cameron - Liv e Maddie
  - Lizzy Greene - Nicky, Ricky, Dicky & Dawn
  - Kira Kosarin - I Thunderman
  - Laura Marano - Austin & Ally
  - Debby Ryan - Jessie
- 2016 - Serie per famiglie (Family Show)
  - Sarah Hyland - Modern Family
  - Chloe Bennet - Agents of S.H.I.E.L.D.
  - Kaley Cuoco - The Big Bang Theory
  - Jennifer Morrison - C'era una volta
  - Sofía Vergara - Modern Family
  - Ming-Na Wen - Agents of S.H.I.E.L.D.
- 2017
  - Zendaya – K.C. Agente Segreto
  - Rowan Blanchard – Girl Meets World
  - Dove Cameron – Liv e Maddie
  - Lizzy Greene – Nicky, Ricky, Dicky & Dawn
  - Kira Kosarin – I Thunderman
  - Breanna Yde – School of Rock
- 2018
  - Millie Bobby Brown – Stranger Things
  - Candace Cameron Bure – Le amiche di mamma
  - Kaley Cuoco – The Big Bang Theory
  - Lizzy Greene – Nicky, Ricky, Dicky & Dawn
  - Kira Kosarin – I Thunderman
  - Zendaya – K.C. Agente Segreto
- 2019
  - Zendaya – K.C. Agente Segreto
  - Millie Bobby Brown – Stranger Things
  - Candace Cameron Bure – Le amiche di mamma
  - Kaley Cuoco – The Big Bang Theory
  - Peyton Elizabeth Lee – Andi Mack
  - Raven-Symoné – A casa di Raven

### 2020
- 2020
  - Millie Bobby Brown - Stranger Things
  - Candace Cameron - Le amiche di mamma
  - Ella Anderson - Henry Danger
  - Peyton List: Summer Camp
  - Raven-Symoné: A casa di Raven
  - Riele Downs: Henry Danger
- 2021
  - Millie Bobby Brown – Stranger Things
  - Ella Anderson – Henry Danger
  - Candace Cameron Bure – Fuller House
  - Camila Mendes – Riverdale
  - Raven-Symoné – Raven's Home
  - Sofia Wylie – High School Musical: The Musical: The Series
- 2022 - Serie per ragazzi (Kids Show)
  - Olivia Rodrigo – High School Musical: The Musical: La serie
  - Sofia Wylie – High School Musical: The Musical: La serie
  - Malia Baker – Il club delle babysitter e Hai paura del buio?
  - Havan Flores – Danger Force
  - Raven-Symoné – A casa di Raven
  - That Girl Lay Lay – That Girl Lay Lay
- 2022 - Serie per famiglie (Family Show)
  - Miranda Cosgrove – iCarly
  - Peyton List – Cobra Kai
  - Mary Mouser – Cobra Kai
  - Elizabeth Olsen – WandaVision
  - Yara Shahidi – Black-ish e Grown-ish
  - Hailee Steinfeld – Hawkeye
- 2023 - Serie per ragazzi (Kids Show)
  - Olivia Rodrigo – High School Musical: The Musical: La serie
  - Sofia Wylie – High School Musical: The Musical: La serie
  - Raven-Symoné – A casa di Raven
  - That Girl Lay Lay – That Girl Lay Lay
  - Imogen Cohen – Due fantagenitori - Ancora più fanta
  - Audrey Grace Marshall – Due fantagenitori - Ancora più fanta
- 2023 - Serie per famiglie (Family Show)
  - Jenna Ortega – Mercoledì
  - Millie Bobby Brown – Stranger Things
  - Sadie Sink – Stranger Things
  - Miranda Cosgrove – iCarly
  - Hilary Duff – How I Met Your Father
  - Tracee Ellis Ross – Black-ish
- 2024 - Serie per ragazzi (Kids Show)
  - Olivia Rodrigo - High School Musical: The Musical: La serie
  - Hunter Deno - Power Rangers Cosmic Fury
  - Lilly Singh - The Muppets Mayhem
  - Raven-Symoné - A casa di Raven
  - Sofia Wylie – High School Musical: The Musical: La serie
  - Tessa Rao - Power Rangers Cosmic Fury
- 2024 - Serie per famiglie (Family show)
  - Miranda Cosgrove – iCarly
  - Janelle James - Abbott Elementary
  - Laci Mosley - iCarly
  - Payton List - School Spirits
  - Quinta Brunson - Abbott Elementary
  - Rosario Dawson - Ahsoka'